# Yatogi-Wasserfall
Der Yatogi-Wasserfall (japanisch ）矢研の滝, Yatogi-no-taki) ist ein Wasserfall in der Präfektur Miyazaki mit einer Fallhöhe von 73 m. Der Wasserfall ist Teil der 1990 vom Umweltministerium aufgestellten Liste der Top-100-Wasserfälle Japans. Der Name leitet sich von einer Legende ab, nach der der mythische erste Tennō von Japan Jimmu, der Urururenkel der shintoistischen Sonnengöttin Amaterasu, der Eroberung im Osten vorausgegangen ist und Pfeile mit dem Wasser dieses Wasserfalls geschärft hat. So setzt sich der Name aus den beiden Kanjis 矢 (ya „Pfeil“) und 研 (togi „schleifen/polieren“) zusammen.